# Bruno Coder
Friedrich August Bruno Coder (* im 19. Jahrhundert; † im 19. oder 20. Jahrhundert) war ein deutscher Kammergutspächter und Politiker.

## Leben
Coder war der Sohn des Besitzers des Rittergutes Kloschwitz Friedrich August Coder. Er war evangelisch-lutherischer Konfession und heiratete am 6. Oktober 1864 in Schöndort Luise Emilie Heckel (* 1843 in Penig; † 9. Juli 1884 in Seubtendorf), die Tochter des Rittergutsbesitzers Franz Gottlob Heckel auf Cümla bei Ziegenrück.
Coder war Kammergutspächter in Seubtendorf, wo er auch Bürgermeister war. 1896 wurde er mit dem fürstlichen silbernen Verdienstkreuz ausgezeichnet.
Vom 27. Oktober 1889 bis zum 16. September 1892 war er Abgeordneter im Landtag Reuß jüngerer Linie.